# Tyranny and Mutation
Tyranny and Mutation je druhé studiové album americké hardrockové kapely Blue Öyster Cult. Vydáno bylo v únoru roku 1973 společností Columbia Records. Nahráno bylo během předchozího roku ve studiu společnosti Columbia. V hitparádě Billboard 200 se deska umístila na 122. příčce. Text písně „Baby Ice Dog“ napsala zpěvačka Patti Smith, která s kapelou spolupracovala i na pozdějších albech.

## Seznam skladeb
1. The Red & the Black – 4:20
2. O.D.'d on Life Itself – 4:47
3. Hot Rails to Hell – 5:12
4. 7 Screaming Diz-Busters – 7:01
5. Baby Ice Dog – 3:29
6. Wings Wetted Down – 4:12
7. Teen Archer – 3:57
8. Mistress of the Salmon Salt (Quicklime Girl) – 5:08

## Obsazení
- Eric Bloom – zpěv, kytara, syntezátor
- Donald „Buck Dharma“ Roeser – kytara, zpěv
- Allen Lanier – kytara, klávesy
- Joe Bouchard – baskytara, klávesy, zpěv
- Albert Bouchard – bicí, zpěv